# Gerry Rafferty
Gerry Rafferty, właśc. Gerald Rafferty (ur. 16 kwietnia 1947 w Paisley, zm. 4 stycznia 2011 w Bournemouth) – szkocki piosenkarz i kompozytor z pogranicza muzyki rockowej, popu i folku. Syn Szkotki i Irlandczyka.
Największą popularność przyniósł mu album City to City (1978) z wielkim światowym przebojem „Baker Street”, który zdobył tytuł platynowej płyty (5,5 miliona sprzedanych egzemplarzy).

## Wybrana dyskografia

### Albumy
- 1971 Can I Have My Money Back
- 1978 City to City
- 1979 Night Owl
- 1980 Snakes and Ladders
- 1982 Sleepwalking
- 1988 North and South
- 1992 On a Wing and a Prayer
- 1994 Over My Head
- 2000 Another World

### Kompilacje
- 1974 Gerry Rafferty[4]
- 1984 First Chapter
- 1984 Baker Street
- 1989 Right Down The Line: The Best Of Gerry Rafferty
- 1995 One More Dream: The Very Best Of Gerry Rafferty
- 2006 Days Gone Down: The Anthology: 1970-1982
- 2009 Life Goes On
- 2011 Gerry Rafferty & Stealers Wheel: Collected

### Single
- 1977 City To City
- 1978 Baker Street
- 1978 Right Down The Line
- 1978 Home And Dry
- 1979 Night Owl
- 1979 Days Gone Down (Still Got The Light In Your Eyes)
- 1979 Get It Right Next Time
- 1980 Bring It All Home
- 1980 Royal Mile (Sweet Darlin')
- 1988 Shipyard Town
- 1990 Baker Street (remix)
- 1992 Don't Give Up On Me
- 1994 A New Beginning

### Albumy z zespołem The Humblebums
- 1969 First Collection of Merry Melodies
- 1969 The New Humblebums
- 1970 Open Up the Door
- 1996 Billy Connolly & Gerry Rafferty – Best of The Humblebums (2 CD)
- 2005 Please Sing a Song for Us – The Transatlantic Collection (2 CD)

### Albumy z zespołem Stealers Wheel
- 1973 Stealers Wheel
- 1974 Ferguslie Park
- 1975 Right or Wrong
- 2001 Late Again (Kompilacja - Universal Music)